# Aleksandar Prijović
Aleksandar Prijović (srbskou cyrilicí Aлeкcaндap Пpиjoвић; * 21. dubna 1990, St. Gallen, Švýcarsko) je švýcarský fotbalový útočník srbského původu, od roku 2017 hráč klubu PAOK FC.
Mimo Švýcarsko působil na klubové úrovni v Itálii, Anglii, Norsku, Švédsku, Turecku, Polsku a Řecku.

## Klubová kariéra
- FC St. Gallen (mládež)
- Parma FC (mládež)
- Parma FC 2006–2008
- Derby County FC 2008–2010
- →  Yeovil Town FC (hostování) 2009
- →  Northampton Town FC (hostování) 2009
- FC Sion 2010–2013
- →  FC Lausanne-Sport (hostování) 2011–2012
- →  Tromsø IL (hostování) 2012–2013
- Djurgårdens IF Fotboll 2013–2014
- Boluspor 2014–2015
- Legia Warszawa 2015–2017[1]
- PAOK FC 2017–[2]

## Reprezentační kariéra

### Srbsko
Aleksandar Prijović nastupoval za srbské mládežnické reprezentace U17 a U19.

### Švýcarsko
Poté oblékal dres švýcarských mládežnických výběrů U20 a U21.